# Parornix acuta
Parornix acuta är en fjärilsart som beskrevs av Paolo Triberti 1980. Parornix acuta ingår i släktet Parornix och familjen styltmalar.
Artens utbredningsområde är:
- Cypern.
- Grekland.
- Italien.

Inga underarter finns listade i Catalogue of Life.